# Mesa
Mesa je město v americkém státě Arizona. Nachází se v metropolitní oblasti Phoenixu, přibližně 30 km na východ od vlastního Phoenixu. Je pojmenováno po prezidentovi Andrewu Jacksonovi. Je to třetí největší město v Arizoně (po Phoenixu a Tucsonu) a 38. největší město v USA

## Historie
Historie Mesy je archeologickými nálezy doložena až k počátkům našeho letopočtu, kdy oblast osídlil kmen Hohokamů. Hohokamové, jejichž jméno v překladu znamená „Všechno spotřebované“, vybudovali systém kanálů k zavodnění pouště. Patřil k největším a nejsofistikovanějším v prehistorickém Novém světě. Některé kanály byly široké až 27 metrů a u hlavních bran hluboké 3 metry. Táhly se až 26 km napříč pouští. Do roku 1100 n. l. bylo možné vodu dodávat do oblasti o rozloze přes 450 km², čímž se Sonorská poušť proměnila v zemědělskou oázu. Do roku 1450 Hohokamové vybudovali stovky kilometrů kanálů, z nichž mnohé se stále používají.
Po zmizení Hohokamů a před příchodem prvních evropských osadníků je toho známo jen málo; objevitelé se do této oblasti neodvážili. Koncem 19. století poblíž Mesy operovaly jednotky americké armády a vytlačily Apače, čímž otevřely cestu k osídlení.
V březnu 1877 dva průkopníci Daniel Webster Jones a Henry Clay Rogers ze St. George v Utahu byli mormonskými úředníky požádáni, aby vedli skupinu lidí při zakládání osady v Arizoně. Cestovali na jih a usadili se na severní straně dnešní oblasti Mesy. Tato osada byla zpočátku známá jako Fort Utah a později byla pojmenována podle Jonese Jonesville. Nacházela se poblíž Lehi Road. V roce 1883 byla na návrh Brighama Younga juniora pojmenována Lehi.
Přibližně ve stejnou dobu dorazila z Utahu a Idaha další skupina, zvaná První rota Mesa. Vedli ji Francis Martin Pomeroy, Charles Crismon, George Warren Sirrine a Charles I. Robson. Neusadili se v Jonesově osadě Lehi, přesunuli se na stolovou horu, podle které osadu a pozdější město pojmenovali (španělsky stůl = mesa). Vykopali zavlažovací kanály a využili některé z původních kanálů Hohokamů. V dubnu 1878 jimi již protékala voda. Druhá rota Mesa dorazila v roce 1879 a usadila se západně od první roty, aby získala větší množství zemědělské půdy. Tato osada se původně jmenovala Alma a později Stringtown. 
Dne 17. července 1878 bylo město Mesa City zaregistrováno jako městská oblast o rozloze 2,6 km². První škola byla otevřena v roce 1879. V roce 1883 bylo město Mesa City začleněno do městské části s populací 300 lidí. Kolonista a veterinář Alexander J. Chandler, který později založil město Chandler, vedl v roce 1895 práce na rozšíření kanálu, aby umožnil vyšší průtok vody pro výstavbu vodní elektrárny. V roce 1917 město Mesa tuto cennou energetickou společnost koupilo. Za Velké hospodářské krize poskytovala finanční prostředky na novou nemocnici, novou radnici a knihovnu.

## Demografie
Podle sčítání lidu z roku 2010 zde žilo 439 041 obyvatel.

### Rasové složení
- 77,1 % bílí Američané
- 3,5 % Afroameričané
- 2,4 % američtí indiáni
- 1,9 % asijští Američané
- 0,4 % pacifičtí ostrované
- 11,3 % jiná rasa
- 3,4 % dvě nebo více ras

Obyvatelé hispánského nebo latinskoamerického původu, bez ohledu na rasu, tvořili 26,4 % populace.

### Složení obyvatel
Podle sčítání lidu v Mese v roce 2001 sídlilo 442 445 obyvatel v 99 863 rodinách a 146 643 domácnostech. Hustota zalidnění byla 1 224,4 obyvatel/km².

#### Věk
- <18 let – 27,3 %
- 18–24 let – 11,2 %
- 25–44 let – 29,7 %
- 45–64 let – 18,4 %
- >64 let – 13,3 %
- průměrný věk – 32 let

## Náboženství, kultura a školství

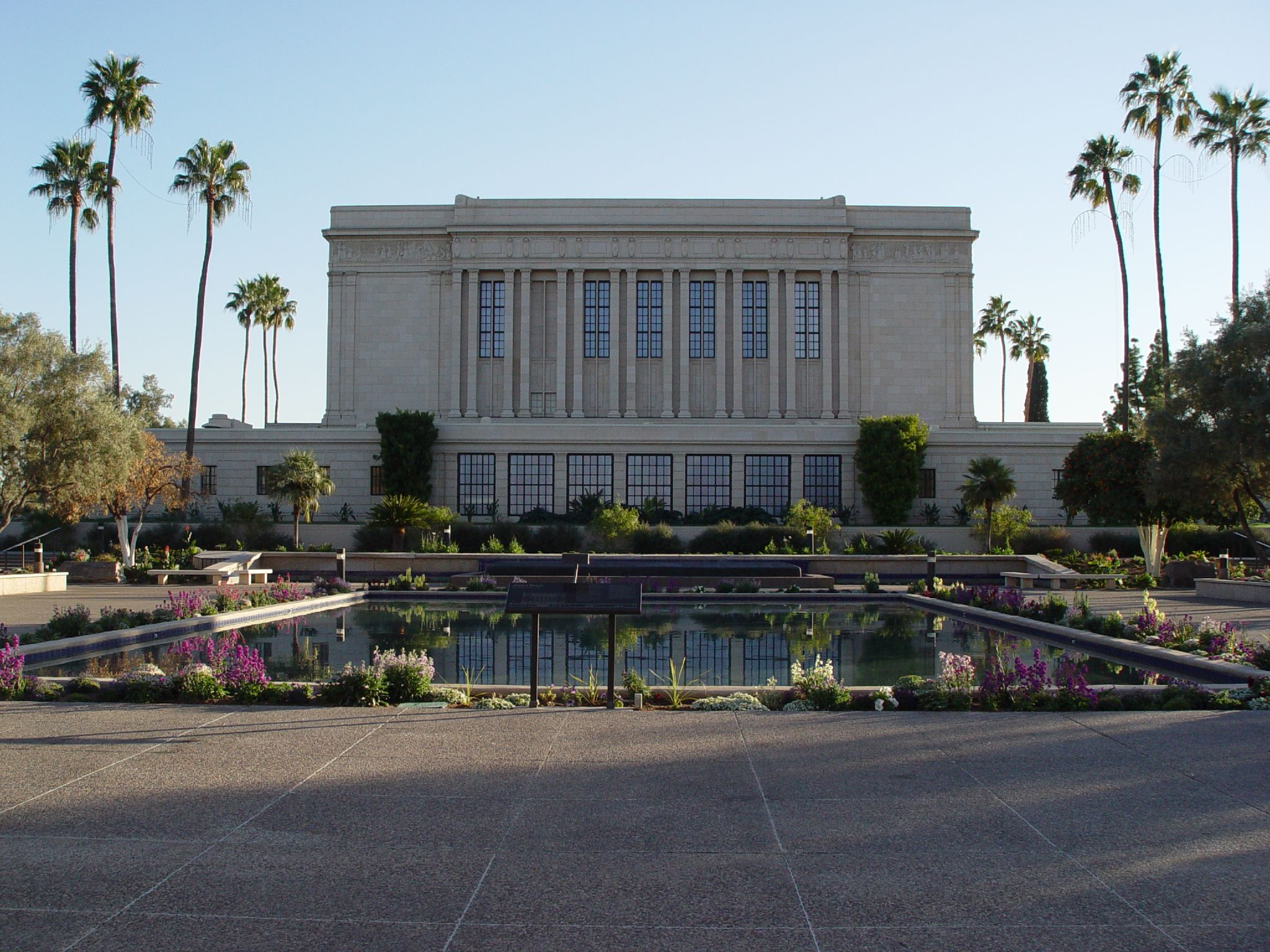
Mesa Temple

- Mesa Arizona Temple – náboženské a kulturní centrum církve jehovistů s kostelem; budova z roku 1927 na ploše 8,1 hektarů
- Historical Museum, muzeum historie a archeologie, archeologický park Hohokamů
- Mesa Art Center – městské centrum umění s parkem, projektovala architektka Marta Schwartzová
- IDEA museum - dětské muzeum nápadů
- Pořádají se folklórní slavnosti Ho-Ho-Kam a různé komické maškarní
- Z vysokých škol zde působí Technologický institut arizonské státní univerzity z Tempe.

## Partnerská města
Mesa má 6 partnerských měst:
| - Burnaby, Britská Kolumbie, Kanada - Caraz, Peru - Guaymas, Mexiko - Kaiping, Čína - Upper Hutt, Nový Zéland - Manaus, Brazílie |

## Slavní rodáci
- Troy Kotsur (* 1968), americký herec a režisér, držitel Oscara za Nejlepší mužský herecký výkon ve vedlejší roli[2]
- Mike Lee (* 1971), americký republikánský politik, od roku 2011 senátor za stát Utah[3]